# 2017年のスーパーカップ (日本サッカー)
2017年のスーパーカップは、2017年2月18日に日産スタジアム（神奈川県横浜市）で行われた24回目のスーパーカップである。

## 概要
富士ゼロックスの特別協賛により、FUJI XEROX SUPER CUP2017（フジ ゼロックス スーパーカップ2017）の名称で開催された。
主催
公益財団法人 日本サッカー協会 / 公益社団法人 日本プロサッカーリーグ
主管
公益社団法人 日本プロサッカーリーグ / 一般社団法人 神奈川県サッカー協会
後援
神奈川県 / 神奈川県教育委員会
特別協賛
富士ゼロックス株式会社
賞金
- 優勝 3,000万円
- 準優勝 2,000万円

レギュレーション
- 前後半45分ハーフの合計90分で行う。
- 90分で決着が付かなかった場合には、延長戦は行わずPK戦により勝敗を決する。

## 参加クラブ
- 鹿島アントラーズ（2016明治安田生命J1リーグ 優勝、第96回天皇杯全日本サッカー選手権大会優勝・6年振り10回目）
- 浦和レッズ（2016明治安田生命J1リーグ 2位・2年振り4回目）

鹿島が2016年シーズンのリーグ戦・天皇杯を共に制したため、レギュレーションによりリーグ戦2位の浦和が出場することになった（浦和は前回出場時も同様のレギュレーションで出場している）。

## 試合結果
2016年のJリーグチャンピオンシップと同じ顔合わせになった両チームの対戦は、FWペドロ・ジュニオール、MFレオ・シルバ、MFレアンドロ、GKクォン・スンテという即戦力外国人選手を獲得し、堅守から攻撃を構築するスタイルを維持する鹿島と、MF長澤和輝、MF矢島慎也、DF田村友、MF菊池大介といった若手を多く獲得し、将来を見据えつつも攻撃重視のスタイルを維持する浦和という、対照的なチームカラーを持つ同士の対戦となった。GKクォン・スンテ、DF三竿雄斗、MFレオ・シルバ、FWペドロ・ジュニオールと先発に4人の新戦力をそろえた鹿島に対し、浦和はAFCチャンピオンズリーグ2017に向けて主力を温存しつつもMF菊池大介以外は前年からのメンバーを先発に並べた。
試合は序盤から鹿島が攻勢を仕掛け、前半39分、ゴール正面で得たFKのチャンスで鹿島MF遠藤康がゴール右上隅にFKを直接蹴り込み、鹿島が先制。その4分後にはカウンターから鹿島MF土居聖真のラストパスに反応したFW金崎夢生がシュート、これは右ポストに跳ね返されるが、こぼれ球に反応した再び鹿島MF遠藤が押し込み、追加点を挙げ、鹿島の2点リードで折り返す。
後半、李忠成に替わって投入された浦和FW興梠慎三がチャンスを演出し、後半29分にペナルティエリア内に侵入したところで鹿島MF小笠原満男に倒されてPKを獲得。これを自ら決めて1点差に追いすがると、その直後には途中出場の浦和MF関根貴大のクロスにFWズラタンが頭で合わせ、これを鹿島GKクォン・スンテがはじいたところをMF武藤雄樹が詰めてあっという間に同点に追いつく。しかし後半38分、鹿島左サイドからのロングパスに反応した途中出場のFW鈴木優磨が、ブロックに入った浦和DF遠藤航と一瞬の動きで入れ替わり、遠藤からのバックパスを奪って右足でゴールに流し込んで勝ち越し。そのまま鹿島が3-2で勝利を挙げた。
| 2017年2月18日 13:35 |

| 鹿島アントラーズ                  | 3 - 2    | 浦和レッズ                    |
| 遠藤康 39分, 43分 · 鈴木優磨 83分 | 公式記録 | 興梠慎三 74分 · 武藤雄樹 75分 |

| 日産スタジアム、横浜 観客数: 48,250 人 主審: 木村博之 |